# Depotfund von Dermsdorf
Koordinaten: 51° 12′ 14″ N, 11° 13′ 1″ O
Der Depotfund von Dermsdorf wurde im Frühjahr 2011 bei einer Grabung auf dem Baufeld der zukünftigen Ortsumgehung von Dermsdorf (Landkreis Sömmerda) von Mitarbeitern des Thüringischen Landesamtes für Denkmalpflege und Archäologie (TLDA) in Weimar entdeckt. Die gleichfalls aufgedeckten Spuren der einstmaligen Bronzezeitsiedlung – Pfosten, Abfallgruben, Gräber – ordnen den Hortfund der frühen Bronzezeit (ca. 2000–1700 v. u. Z.) (Aunjetitzer Kultur) zu.

## Fundbeschreibung
Unweit des frühbronzezeitlichen Fürstengrabes von Leubingen machten thüringische Archäologen herausragende Funde: Während der Grabungen auf dem Bauplatz einer neuen Ortsumgehung für Dermsdorf entdeckten sie das bisher größte Haus der Frühbronzezeit Mitteldeutschlands und ein Depot mit 98 Bronzebeilen und 2 Gussrohlingen für Stabdolchklingen.
Seit April 2011 gruben die Mitarbeiter des Thüringischen Landesamtes für Denkmalpflege und Archäologie auf dem Bauplatz zur neuen Ortsumgehung von Dermsdorf. Auf einer Fläche von 7000 m2 bargen sie bisher etwa 500 archäologische Funde. Die ergrabenen Siedlungsspuren gehören der Frühbronzezeit sowie dem Mittelalter (8.–11. Jahrhundert) an.

## Der Hortfund
Der herausragendste Fund ist ein ungewöhnlich großes Depot mit Bronzebeilen. Die Beile von unterschiedlicher Qualität waren vor etwa 3800 Jahren in einem Tongefäß deponiert worden. Nur bei wenigen dieser Depotfunde gelang bisher die Rekonstruktion der Umstände ihrer Deponierung. Die Archäologen bargen den Fund im Block für dessen weitere Untersuchung in der Restaurierungswerkstatt des Landesamtes. Erste tomographische Aufnahmen zeigen, dass das Gefäß mit 93 Bronzebeilen randvoll gefüllt ist. „Im Zuge der Restaurierung sollen durch archäochemische und metallkundliche Untersuchungen Hinweise auf Zusammensetzung und Herkunft der Rohmaterialien sowie zur Herstellungstechnik der Beile gewonnen werden.“

## Das Langhaus
Von besonderer Bedeutung ist der Fund vor allem auch deshalb, weil er unmittelbar an der Stirnseite eines frühbronzezeitlichen Langhauses ergraben werden konnte. Das ungewöhnliche 10,5 m breite und 44 m lange Gebäude stand auf einer leichten Anhöhe in Sichtweite zum Grab des Bronzefürstens von Leubingen. „Weitere Hinweise auf die Nutzung des Gebäudes und seine Datierung sollen die noch andauernden Grabungen und die anschließende Auswertung zusammen mit vielfältigen naturwissenschaftlichen Untersuchungen erbringen.“